# Герни (Илиноис)
Герни (енгл. Gurnee) град је у америчкој савезној држави Илиноис.

## Демографија
По попису из 2010. године број становника је 31.295, што је 2.461 (8,5%) становника више него 2000. године.
| Група             | 2000.          | 2010.          |
| Белци             | 22.705 (78,7%) | 20.872 (66,7%) |
| Афроамериканци    | 1.459 (5,1%)   | 2.443 (7,8%)   |
| Азијати           | 2.364 (8,2%)   | 3.625 (11,6%)  |
| Хиспаноамериканци | 1.738 (6,0%)   | 3.665 (11,7%)  |
| Укупно            | 28.834         | 31.295         |